# 하이디 (1965년 영화)
《하이디》(영어: Heidi)는 1965년에 개봉한 1880년에 나온 원작 소설 하이디를 영화화한 오스트리아의 영화이다.

## 한국판 성우진(KBS) (1989년 5월 14일)
- 송도영 - 하이디(에바 마리아 싱해머)
- 김순원 - 피터(잔 코스터)
- 이재명 - 클라라의 아빠(에른스트 슈뢰더) / 마을 주민(마이클 야니시)
- 성선녀 - 하이디의 이모(로테 레들) / 클라라의 할머니(마르가레테 하겐)
- 송연희 - 피터의 엄마(마그리트 라이너)
- 이종구 - 하이디의 할아버지(구스타프 크누트)
- 김새영 - 의사 선생님(롤프 뫼비우스)
- 강희선 - 하녀(가브리엘 부흐)
- 최문자 - 가정 교사(마고 트루거)
- 윤병화 - 목사(루롤프 프랙)
- 장승길 - 집사(루돌프 포겔)
- 임은영 - 클라라(마키엘라 메이)